# Antártica I
Antártica I är projektnamnet för ett chilensk isbrytande försörjnings- och polarforskningsfartyg, som började byggas 2018 på den chilenska flottans varv Asmar Astilleros (Astilleros y Mastraenzas de la Armada) i Talcahuano.
Ceremonin med första utskärningen av fartygsplåt skedde den 9 maj 2018. Det ännu inte namngivna fartyget förväntas påbörja tjänstgöring 2022–2023, då det ska ersätta isbrytaren Almirante Óscar Viel. Investeringskostnaden uppgavs 2018 till mer än 210 miljoner amerikanska dollar.
Antártica I ska försörja de chilenska baserna i Antarktis, vara SAR-fartyg samt forskningsfartyg för bland annat Instituto Antártico Chileno.